# Gouvernement Barnier
Ve République
Attal Bayrou
Le gouvernement Barnier est le gouvernement de la République française du 5 septembre au 13 décembre 2024, le quarante-cinquième de la Ve République et le sixième sous la présidence d'Emmanuel Macron.
Sa composition a été annoncée le 21 septembre, seize jours après la nomination du Premier ministre Michel Barnier, lui-même nommé le 5 septembre, presque trois mois après l'annonce de la démission de Gabriel Attal : c'est la période la plus longue entre la démission d'un gouvernement et la nomination du suivant depuis la Seconde Guerre mondiale.
Le 3 décembre, deux motions de censure sont déposées par le Nouveau Front populaire et le Rassemblement national à la suite du recours à l'article 49, alinéa 3 de la Constitution pour faire adopter le budget de la Sécurité sociale. À l'issue de l'adoption de la première censure par les députés en séance publique le 4 décembre, Michel Barnier est contraint de démissionner et le gouvernement est chargé des affaires courantes entre le 5 et le 13 décembre, sans être gouvernement de plein droit, du fait de la censure.
Il s'agit de la seconde fois qu'un gouvernement de la Ve République est censuré, après le premier gouvernement Pompidou en 1962, et, avec 99 jours, du deuxième plus éphémère hors période de transition électorale, derrière le troisième gouvernement Messmer (89 jours).
Il succède au gouvernement Attal et cède le pouvoir au gouvernement de François Bayrou, nommé huit jours après la motion de censure.

## Formation

### Contexte
Après la dissolution de la XVIe législature par Emmanuel Macron le 9 juin 2024, à la suite de la victoire du Rassemblement national (RN) aux élections européennes, des élections législatives anticipées se sont déroulées les 30 juin et 7 juillet. Alors que le Rassemblement national (RN) est dans les premières estimations pressenti pour obtenir une majorité relative, il est placé en troisième position derrière le Nouveau Front populaire (NFP), arrivé en première position, et Ensemble pour la République, arrivé en deuxième position dans un contexte de Front républicain.
Gabriel Attal présente la démission de son gouvernement à Emmanuel Macron, qui l'accepte le 16 juillet. La veille de l'ouverture des Jeux olympiques, le NFP s'accorde pour proposer au chef de l'État le nom de Lucie Castets pour Matignon. En réaction, arguant que « personne n'a remporté [les élections] », Emmanuel Macron annonce la tenue de consultations en vue de former un gouvernement.
Le 16 août, à l'issue des Jeux olympiques, Emmanuel Macron convie les chefs de partis et présidents de groupes parlementaires des deux chambres à l'Élysée le 23 août pour tenter de trouver une issue à ce blocage de fait. Après que le chef de l'État a reçu les chefs de partis et les présidents de groupes parlementaires, les services de l'Élysée font savoir par communiqué de presse du 26 août que Lucie Castets ne serait pas nommée à Matignon.
Le 2 septembre, Emmanuel Macron reçoit Bernard Cazeneuve (ex-PS ; Premier ministre sous François Hollande) et Xavier Bertrand (LR ; président de la région Hauts-de-France), alors pressentis pour le poste de Premier ministre. Le nom de Thierry Beaudet est également évoqué le même jour. Face au risque de motion de censure, la candidature de Michel Barnier, déjà évoquée début juillet,, est de nouveau envisagée le 4 septembre. Le 5 septembre, soit quasiment deux mois jour pour jour après le second tour des élections législatives, Emmanuel Macron nomme celui-ci à la tête du gouvernement,,,. Alors que le NFP a annoncé censurer tout gouvernement qui n'est pas issu de ses rangs, le RN annonce attendre la déclaration de politique générale du nouveau gouvernement avant de se décider à censurer ou non,.

### Formation du gouvernement
Le 6 septembre, Michel Barnier reçoit les chefs de file des Républicains, respectivement Laurent Wauquiez, président du groupe Droite républicaine, Bruno Retailleau, président du groupe Les Républicains au Sénat, ainsi qu'Édouard Philippe, ancien Premier ministre et président d'Horizons, Gérard Larcher, président du Sénat, ainsi que Gabriel Attal, président du groupe Ensemble pour la République, et ancien Premier ministre, en vue de l'entrée de ces partis au gouvernement.
Le 8 septembre, Michel Barnier reçoit Édouard Philippe, président du parti Horizons et ancien Premier ministre, et François Bayrou, président du parti Modem.
Le 9 septembre, Michel Barnier reçoit les représentants du groupe Libertés, indépendants, outre-mer et territoires.
La possibilité du maintien de ministres du gouvernement Gabriel Attal est évoquée, notamment dans les cas de Catherine Vautrin, Rachida Dati, Gérald Darmanin et de Sébastien Lecornu, ce dernier serait « assuré de rester ». Bruno Retailleau est aussi envisagé comme ministre régalien.
Le 19 septembre, après le rejet d'une première liste de ministres par le président Macron et à la suite d'un accord entre le bloc macroniste et les Républicains, Michel Barnier soumet une liste de trente-huit ministres au président de la République. Le gouvernement est ensuite annoncé le 21 septembre 2024 par Alexis Kohler, secrétaire général de l'Élysée.
Il est considéré, avant même sa formation, comme « le gouvernement le plus à droite de toute l'histoire de la Ve République » par la députée socialiste Céline Hervieu. Après sa formation, le premier secrétaire du Parti socialiste, Olivier Faure, rejoint son point de vue. D'autres se montrent plus tempérés, à l'instar de l'eurodéputé socialiste Pierre Jouvet et du politologue Alain Duhamel, qui se contentent d'évoquer le « gouvernement le plus à droite depuis François Fillon »,. Plusieurs de ses ministres ont milité contre le mariage homosexuel ou étaient opposés à la constitutionnalisation de l'IVG. De plus, il s'agit du premier gouvernement de la cinquième république à recevoir le Rassemblement national pour discuter du budget.
La coalition gouvernementale, entre deux forces parlementaires — le bloc macroniste et Les Républicains — jusqu'alors adversaires déclarés, est désignée par Michel Barnier comme un « socle commun » représentant la majorité « la moins relative » à l'Assemblée nationale. L'expression de « socle commun » est depuis fréquemment utilisée dans les médias et dans le monde politique pour désigner la base parlementaire du gouvernement Barnier et l'alliance entre le bloc macroniste et la droite conservatrice, y compris pour remettre en cause la solidité de cette coalition,.

## Déclaration de politique générale
Le Premier ministre prononce sa déclaration de politique générale le 1er octobre 2024 à 15 h. Le gouvernement ne sollicite la confiance ni de l'Assemblée nationale, ni du Sénat.
Le 4 octobre 2024, les députés de gauche déposent une motion de censure en raison de la non nomination de Lucie Castets au poste de Premier ministre. Elle n'est pas adoptée.

## Composition initiale

### Premier ministre
- Premier ministre, chargé de la Planification écologique et énergétique : Michel Barnier[35],[36].

### Ministres
| Titre                                                                                               | Titulaire              |
| --------------------------------------------------------------------------------------------------- | ---------------------- |
| Garde des Sceaux, ministre de la Justice                                                            | Didier Migaud          |
| Ministre du Partenariat avec les territoires et de la Décentralisation                              | Catherine Vautrin      |
| Ministre de l'Intérieur                                                                             | Bruno Retailleau       |
| Ministre de l'Éducation nationale                                                                   | Anne Genetet           |
| Ministre de l'Europe et des Affaires étrangères                                                     | Jean-Noël Barrot       |
| Ministre de la Culture                                                                              | Rachida Dati           |
| Ministre des Armées et des Anciens combattants                                                      | Sébastien Lecornu      |
| Ministre de la Transition écologique, de l'Énergie, du Climat et de la Prévention des risques       | Agnès Pannier-Runacher |
| Ministre de l'Économie, des Finances et de l'Industrie                                              | Antoine Armand         |
| Ministre de la Santé et de l'Accès aux soins                                                        | Geneviève Darrieussecq |
| Ministre des Solidarités, de l'Autonomie et de l'Égalité entre les femmes et les hommes             | Paul Christophe        |
| Ministre du Logement et de la Rénovation urbaine                                                    | Valérie Létard         |
| Ministre de l'Agriculture, de la Souveraineté alimentaire et de la Forêt                            | Annie Genevard         |
| Ministre du Travail et de l'Emploi                                                                  | Astrid Panosyan-Bouvet |
| Ministre des Sports, de la Jeunesse et de la Vie associative                                        | Gil Avérous            |
| Ministre de l'Enseignement supérieur et de la Recherche                                             | Patrick Hetzel         |
| Ministre de la Fonction publique, de la Simplification et de la Transformation de l'action publique | Guillaume Kasbarian    |

### Ministres auprès du Premier ministre
| Titre                                            | Ministre de tutelle | Titulaire            |
| ------------------------------------------------ | ------------------- | -------------------- |
| Ministre chargé des Outre-mer                    | Premier ministre    | François-Noël Buffet |
| Ministre chargé du Budget et des Comptes publics | Premier ministre    | Laurent Saint-Martin |

### Ministres délégués
| Titre                                                                                                   | Ministre de tutelle                                                                           | Titulaire                     |
| --- | --------------------------------------------------------------------------------------------- | ----------------------------- |
| Ministre délégué chargé de l’Europe                                                                     | Premier ministre Ministre de l’Europe et des Affaires étrangères                              | Benjamin Haddad               |
| Ministre déléguée chargée des Relations avec le Parlement                                               | Premier ministre                                                                              | Nathalie Delattre             |
| Porte-parole du Gouvernement                                                                            | Premier ministre                                                                              | Maud Bregeon                  |
| Ministre déléguée chargée de la Coordination gouvernementale                                            | Premier ministre                                                                              | Marie-Claire Carrère-Gée      |
| Ministre déléguée chargée de la Ruralité, du Commerce et de l’Artisanat                                 | Ministre du Partenariat avec les territoires et de la Décentralisation                        | Françoise Gatel               |
| Ministre délégué chargé des Transports                                                                  | Ministre du Partenariat avec les territoires et de la Décentralisation                        | François Durovray             |
| Ministre délégué chargé de la Mer et de la Pêche                                                        | Ministre du Partenariat avec les territoires et de la Décentralisation                        | Fabrice Loher                 |
| Ministre délégué chargé de la Sécurité du quotidien                                                     | Ministre de l’Intérieur                                                                       | Nicolas Daragon               |
| Ministre délégué chargé de la Réussite scolaire et de l'Enseignement professionnel                      | Ministre de l'Éducation nationale                                                             | Alexandre Portier             |
| Ministre déléguée chargée du Commerce extérieur et des Français de l’étranger                           | Ministre de l'Europe et des Affaires étrangères                                               | Sophie Primas                 |
| Ministre délégué chargé de l’Industrie                                                                  | Ministre de l'Économie, des Finances et de l’Industrie                                        | Marc Ferracci                 |
| Ministre déléguée chargée de l’Économie sociale et solidaire, de l’Intéressement et de la Participation | Ministre de l'Économie, des Finances et de l’Industrie                                        | Marie-Agnès Poussier-Winsback |
| Ministre déléguée chargée de l’Économie du tourisme                                                     | Ministre de l'Économie, des Finances et de l’Industrie                                        | Marina Ferrari                |
| Ministre déléguée chargée de l’Énergie                                                                  | Ministre de la Transition écologique, de l’Énergie, du Climat et de la Prévention des risques | Olga Givernet                 |
| Ministre déléguée chargée de la Famille et de la Petite enfance                                         | Ministre des Solidarités, de l'Autonomie et de l'Égalité entre les Femmes et les Hommes       | Agnès Canayer                 |

### Secrétaires d'État
| Titre                                                                                | Ministre de tutelle                                                                     | Titulaire             |
| ------------------------------------------------------------------------------------ | --------------------------------------------------------------------------------------- | --------------------- |
| Secrétaire d'État chargé de la Citoyenneté et de la Lutte contre les discriminations | Ministre de l'Intérieur                                                                 | Othman Nasrou         |
| Secrétaire d'État chargé de la Francophonie et des Partenariats internationaux       | Ministre de l'Europe et des Affaires étrangères                                         | Thani Mohamed Soilihi |
| Secrétaire d'État chargée de la Consommation                                         | Ministre de l'Économie, des Finances et de l’Industrie                                  | Laurence Garnier      |
| Secrétaire d'État chargée de l’Égalité entre les femmes et les hommes                | Ministre des Solidarités, de l'Autonomie et de l'Égalité entre les femmes et les hommes | Salima Saa            |
| Secrétaire d'État chargée de l’Intelligence artificielle et du Numérique             | Ministre de l’Enseignement supérieur et de la Recherche                                 | Clara Chappaz         |

## Évolution de la composition

### Ajustement du 27 septembre 2024
Après de nombreuses critiques sur la non-présence d'un ministre chargé des personnes handicapées, le portefeuille des Personnes en situation de handicap est attribué à Charlotte Parmentier-Lecocq, jusqu'alors députée du parti Horizons, qui devient ministre déléguée auprès du ministre des Solidarités, de l'Autonomie et de l'Égalité entre les Femmes et les Hommes.
En parallèle, Jean-Louis Thiériot, jusqu'alors député des Républicains, est nommé ministre délégué auprès du ministre des Armées et des Anciens combattants.

## Organisation fonctionnelle

### Organisation fonctionnelle du 21 au 27 septembre 2024
Premier ministre
- Michel Barnier, Premier ministre, chargé de la Planification écologique et énergétique
- François-Noël Buffet, ministre auprès du Premier ministre, chargé des Outre-mer
- Laurent Saint-Martin, ministre auprès du Premier ministre, chargé du Budget et des Comptes publics
- Benjamin Haddad, ministre délégué auprès du Premier ministre et du ministre de l'Europe et des Affaires étrangères, chargé de l'Europe
- Nathalie Delattre, ministre déléguée auprès du Premier ministre, chargée des Relations avec le Parlement
- Maud Bregeon, ministre déléguée auprès du Premier ministre, porte-parole du Gouvernement
- Marie-Claire Carrère-Gée, ministre déléguée auprès du Premier ministre, chargée de la Coordination gouvernementale

Ministère de la Justice
- Didier Migaud, garde des Sceaux, ministre de la Justice

Ministère du Partenariat avec les territoires et de la Décentralisation
- Catherine Vautrin, ministre du Partenariat avec les territoires et de la Décentralisation
- Françoise Gatel, ministre déléguée auprès de la ministre du Partenariat avec les territoires et de la Décentralisation, chargée de la Ruralité, du Commerce et de l'Artisanat
- François Durovray, ministre délégué auprès de la ministre du Partenariat avec les territoires et de la Décentralisation, chargé des Transports
- Fabrice Loher, ministre délégué auprès de la ministre du Partenariat avec les territoires et de la Décentralisation, chargé de la Mer et de la Pêche

Ministère de l'Intérieur
- Bruno Retailleau, ministre de l'Intérieur
- Nicolas Daragon, ministre délégué auprès du ministre de l'Intérieur, chargé de la Sécurité du quotidien
- Othman Nasrou, secrétaire d'État auprès du ministre de l'Intérieur, chargé de la Citoyenneté et de la Lutte contre les discriminations

Ministère de l'Éducation nationale
- Anne Genetet, ministre de l'Éducation nationale
- Alexandre Portier, ministre délégué auprès de la ministre de l'Éducation nationale, chargé de la Réussite scolaire et de l'Enseignement professionnel

Ministère de l'Europe et des Affaires étrangères
- Jean-Noël Barrot, ministre de l'Europe et des Affaires étrangères
- Benjamin Haddad, ministre délégué auprès du Premier ministre et du ministre de l'Europe et des Affaires étrangères, chargé de l'Europe
- Sophie Primas, ministre déléguée auprès du ministre de l'Europe et des Affaires étrangères, chargée du Commerce extérieur et des Français de l'étranger
- Thani Mohamed Soilihi, secrétaire d'État auprès du ministre de l'Europe et des Affaires étrangères, chargé de la Francophonie et des Partenariats internationaux

Ministère de la Culture
- Rachida Dati, ministre de la Culture

Ministère des Armées et des Anciens combattants
- Sébastien Lecornu, ministre des Armées et des Anciens combattants

Ministère de la Transition écologique, de l'Énergie, du Climat et de la Prévention des risques
- Agnès Pannier-Runacher, ministre de la Transition écologique, de l'Énergie, du Climat et de la Prévention des risques
- Olga Givernet, ministre déléguée auprès de la ministre de la Transition écologique, de l'Énergie, du Climat et de la Prévention des risques, chargée de l'Énergie

Ministère de l'Économie, des Finances et de l'Industrie
- Antoine Armand, ministre de l'Économie, des Finances et de l'Industrie
- Marc Ferracci, ministre délégué auprès du ministre de l'Économie, des Finances et de l'Industrie, chargé de l'Industrie
- Marie-Agnès Poussier-Winsback, ministre déléguée auprès du ministre de l'Économie, des Finances et de l'Industrie, chargée de l'Économie sociale et solidaire, de l'Intéressement et de la Participation
- Marina Ferrari, ministre déléguée auprès du ministre de l'Économie, des Finances et de l'Industrie, chargée de l'Économie du tourisme
- Laurence Garnier, secrétaire d'État auprès du ministre de l'Économie, des Finances et de l'Industrie, chargée de la Consommation

Ministère de la Santé et de l'Accès aux soins
- Geneviève Darrieussecq, ministre de la Santé et de l'Accès aux soins

Ministère des Solidarités, de l'Autonomie et de l'Égalité entre les femmes et les hommes
- Paul Christophe, ministre des Solidarités, de l'Autonomie et de l'Égalité entre les femmes et les hommes
- Agnès Canayer, ministre déléguée auprès du ministre des Solidarités, de l'Autonomie et de l'Égalité entre les femmes et les hommes, chargée de la Famille et de la Petite enfance
- Salima Saa, secrétaire d'État auprès du ministre des Solidarités, de l'Autonomie et de l'Égalité entre les femmes et les hommes, chargée de l'Égalité entre les femmes et les hommes

Ministère du Logement et de la Rénovation urbaine
- Valérie Létard, ministre du Logement et de la Rénovation urbaine

Ministère de l'Agriculture, de la Souveraineté alimentaire et de la Forêt
- Annie Genevard, ministre de l'Agriculture, de la Souveraineté alimentaire et de la Forêt

Ministère du Travail et de l'Emploi
- Astrid Panosyan-Bouvet, ministre du Travail et de l'Emploi

Ministère des Sports, de la Jeunesse et de la Vie associative
- Gil Avérous, ministre des Sports, de la Jeunesse et de la Vie associative

Ministère de l'Enseignement supérieur et de la Recherche
- Patrick Hetzel, ministre de l'Enseignement supérieur et de la Recherche
- Clara Chappaz, secrétaire d'État auprès du ministre de l'Enseignement supérieur et de la Recherche, chargée de l'Intelligence artificielle et du Numérique

Ministère de la Fonction publique, de la Simplification et de la Transformation de l'action publique
- Guillaume Kasbarian, ministre de la Fonction publique, de la Simplification et de la Transformation de l'action publique

### Organisation fonctionnelle du 27 septembre au 5 décembre 2024 (Affaires courantes du 5 au 23 décembre 2024)
Premier ministre
- Michel Barnier, Premier ministre, chargé de la Planification écologique et énergétique
- François-Noël Buffet, ministre auprès du Premier ministre, chargé des Outre-mer
- Laurent Saint-Martin, ministre auprès du Premier ministre, chargé du Budget et des Comptes publics
- Benjamin Haddad, ministre délégué auprès du Premier ministre et du ministre de l'Europe et des Affaires étrangères, chargé de l'Europe
- Nathalie Delattre, ministre déléguée auprès du Premier ministre, chargée des Relations avec le Parlement
- Maud Bregeon, ministre déléguée auprès du Premier ministre, porte-parole du Gouvernement
- Marie-Claire Carrère-Gée, ministre déléguée auprès du Premier ministre, chargée de la Coordination gouvernementale

Ministère de la Justice
- Didier Migaud, garde des Sceaux, ministre de la Justice

Ministère du Partenariat avec les territoires et de la Décentralisation
- Catherine Vautrin, ministre du Partenariat avec les territoires et de la Décentralisation
- Françoise Gatel, ministre déléguée auprès de la ministre du Partenariat avec les territoires et de la Décentralisation, chargée de la Ruralité, du Commerce et de l'Artisanat
- François Durovray, ministre délégué auprès de la ministre du Partenariat avec les territoires et de la Décentralisation, chargé des Transports
- Fabrice Loher, ministre délégué auprès de la ministre du Partenariat avec les territoires et de la Décentralisation, chargé de la Mer et de la Pêche

Ministère de l'Intérieur
- Bruno Retailleau, ministre de l'Intérieur
- Nicolas Daragon, ministre délégué auprès du ministre de l'Intérieur, chargé de la Sécurité du quotidien
- Othman Nasrou, secrétaire d'État auprès du ministre de l'Intérieur, chargé de la Citoyenneté et de la Lutte contre les discriminations

Ministère de l'Éducation nationale
- Anne Genetet, ministre de l'Éducation nationale
- Alexandre Portier, ministre délégué auprès de la ministre de l'Éducation nationale, chargé de la Réussite scolaire et de l'Enseignement professionnel

Ministère de l'Europe et des Affaires étrangères
- Jean-Noël Barrot, ministre de l'Europe et des Affaires étrangères
- Benjamin Haddad, ministre délégué auprès du Premier ministre et du ministre de l'Europe et des Affaires étrangères, chargé de l'Europe
- Sophie Primas, ministre déléguée auprès du ministre de l'Europe et des Affaires étrangères, chargée du Commerce extérieur et des Français de l'étranger
- Thani Mohamed Soilihi, secrétaire d'État auprès du ministre de l'Europe et des Affaires étrangères, chargé de la Francophonie et des Partenariats internationaux

Ministère de la Culture
- Rachida Dati, ministre de la Culture

Ministère des Armées et des Anciens combattants
- Sébastien Lecornu, ministre des Armées et des Anciens combattants
- Jean-Louis Thiériot, ministre délégué auprès du ministre des Armées et des Anciens combattants

Ministère de la Transition écologique, de l'Énergie, du Climat et de la Prévention des risques
- Agnès Pannier-Runacher, ministre de la Transition écologique, de l'Énergie, du Climat et de la Prévention des risques
- Olga Givernet, ministre déléguée auprès de la ministre de la Transition écologique, de l'Énergie, du Climat et de la Prévention des risques, chargée de l'Énergie

Ministère de l'Économie, des Finances et de l'Industrie
- Antoine Armand, ministre de l'Économie, des Finances et de l'Industrie
- Marc Ferracci, ministre délégué auprès du ministre de l'Économie, des Finances et de l'Industrie, chargé de l'Industrie
- Marie-Agnès Poussier-Winsback, ministre déléguée auprès du ministre de l'Économie, des Finances et de l'Industrie, chargée de l'Économie sociale et solidaire, de l'Intéressement et de la Participation
- Marina Ferrari, ministre déléguée auprès du ministre de l'Économie, des Finances et de l'Industrie, chargée de l'Économie du tourisme
- Laurence Garnier, secrétaire d'État auprès du ministre de l'Économie, des Finances et de l'Industrie, chargée de la Consommation

Ministère de la Santé et de l'Accès aux soins
- Geneviève Darrieussecq, ministre de la Santé et de l'Accès aux soins

Ministère des Solidarités, de l'Autonomie et de l'Égalité entre les femmes et les hommes
- Paul Christophe, ministre des Solidarités, de l'Autonomie et de l'Égalité entre les femmes et les hommes
- Agnès Canayer, ministre déléguée auprès du ministre des Solidarités, de l'Autonomie et de l'Égalité entre les femmes et les hommes, chargée de la Famille et de la Petite enfance
- Charlotte Parmentier-Lecocq, ministre déléguée auprès du ministre des Solidarités, de l'Autonomie et de l'Égalité entre les femmes et les hommes, chargée des Personnes en situation de handicap
- Salima Saa, secrétaire d'État auprès du ministre des Solidarités, de l'Autonomie et de l'Égalité entre les femmes et les hommes, chargée de l'Égalité entre les femmes et les hommes

Ministère du Logement et de la Rénovation urbaine
- Valérie Létard, ministre du Logement et de la Rénovation urbaine

Ministère de l'Agriculture, de la Souveraineté alimentaire et de la Forêt
- Annie Genevard, ministre de l'Agriculture, de la Souveraineté alimentaire et de la Forêt

Ministère du Travail et de l'Emploi
- Astrid Panosyan-Bouvet, ministre du Travail et de l'Emploi

Ministère des Sports, de la Jeunesse et de la Vie associative
- Gil Avérous, ministre des Sports, de la Jeunesse et de la Vie associative

Ministère de l'Enseignement supérieur et de la Recherche
- Patrick Hetzel, ministre de l'Enseignement supérieur et de la Recherche
- Clara Chappaz, secrétaire d'État auprès du ministre de l'Enseignement supérieur et de la Recherche, chargée de l'Intelligence artificielle et du Numérique

Ministère de la Fonction publique, de la Simplification et de la Transformation de l'action publique
- Guillaume Kasbarian, ministre de la Fonction publique, de la Simplification et de la Transformation de l'action publique

## Censure et démission
Le 2 décembre 2024, après plusieurs semaines de débats, Michel Barnier engage la responsabilité de son gouvernement sur le projet de loi de finance de la sécurité sociale pour 2025 en vertu de l'article 49 alinéa 3 de la Constitution. Dans la foulée, deux motions de censure sont déposées, par les groupes du Nouveau Front populaire d'une part et les groupes Rassemblement national et UDR de l'autre. Marine Le Pen annonçant que les députés du groupe RN voteront les deux motions de censure.
Deux jours plus tard, le 4 décembre, la première étant adoptée à une large majorité, la seconde n'est pas mise au vote. Le 5 décembre, en application de l'article 50 de la Constitution, Michel Barnier présente la démission de son gouvernement au président de la République, qui en prend acte. Il assurera, avec les membres du gouvernement, le traitement des affaires courantes jusqu’à la nomination d’un nouveau gouvernement.
Le gouvernement de Michel Barnier est le second à être censuré sous la Cinquième République et le premier à l'être sur le fondement l'article 49.3.
Le 13 décembre 2024, Emmanuel Macron nomme François Bayrou pour lui succéder.
Avec une durée de 99 jours, c'est le huitième gouvernement le plus éphémère de la Cinquième République, et le deuxième hors période de transition électorale, après le troisième gouvernement Messmer (89 jours).

## Galerie du gouvernement au moment de la démission

### Premier ministre
| Portrait | Fonction                                                                  | Nom | Nom            | Parti |
| -------- | ------------------------------------------------------------------------- | --- | -------------- | ----- |
|          | Premier ministre, en charge de la planification écologique et énergétique |     | Michel Barnier | LR    |

### Ministres
| Portrait | Fonction                                                                                            | Nom                    | Nom                    | Parti ou nuance |
| -------- | --------------------------------------------------------------------------------------------------- | ---------------------- | ---------------------- | --------------- |
|          | Garde des Sceaux, ministre de la Justice                                                            |                        | Didier Migaud          | DVG             |
|          | Ministre du Partenariat avec les territoires et de la Décentralisation                              |                        | Catherine Vautrin      | RE              |
|          | Ministre de l'Intérieur                                                                             |                        | Bruno Retailleau       | LR              |
|          | Ministre de l'Éducation nationale                                                                   |                        | Anne Genetet           | RE              |
|          | Ministre de l'Europe et des Affaires étrangères                                                     |                        | Jean-Noël Barrot       | MoDem           |
|          | Ministre de la Culture                                                                              |                        | Rachida Dati           | DVD             |
|          | Ministre des Armées et des Anciens combattants                                                      |                        | Sébastien Lecornu      | RE              |
|          | Ministre de la Transition écologique, de l'Énergie, du Climat et de la Prévention des risques       | Agnès Pannier-Runacher | RE-TdP                 |                 |
|          | Ministre de l'Économie, des Finances et de l'Industrie                                              | Antoine Armand         | RE                     |                 |
|          | Ministre de la Santé et de l'Accès aux soins                                                        |                        | Geneviève Darrieussecq | MoDem           |
|          | Ministre des Solidarités, de l'Autonomie et de l'Égalité entre les femmes et les hommes             |                        | Paul Christophe        | HOR             |
|          | Ministre du Logement et de la Rénovation urbaine                                                    |                        | Valérie Létard         | UDI             |
|          | Ministre de l'Agriculture, de la Souveraineté alimentaire et de la Forêt                            |                        | Annie Genevard         | LR              |
|          | Ministre du Travail et de l'Emploi                                                                  |                        | Astrid Panosyan-Bouvet | RE              |
|          | Ministre des Sports, de la Jeunesse et de la Vie associative                                        |                        | Gil Avérous            | DVD             |
|          | Ministre de l'Enseignement supérieur et de la Recherche                                             |                        | Patrick Hetzel         | LR              |
|          | Ministre de la Fonction publique, de la Simplification et de la Transformation de l'action publique |                        | Guillaume Kasbarian    | RE              |

### Ministres auprès du Premier ministre
| Portrait | Fonction                                         | Ministre de tutelle | Nom | Nom                  | Parti ou nuance |
| -------- | ------------------------------------------------ | ------------------- | --- | -------------------- | --------------- |
|          | Ministre chargé des Outre-mer                    | Premier ministre    |     | François-Noël Buffet | LR              |
|          | Ministre chargé du Budget et des Comptes publics | Premier ministre    |     | Laurent Saint-Martin | RE              |

### Ministres délégués
| Portrait                      | Fonction                                                                                                | Ministre de tutelle                                                                           | Nom | Nom                           | Parti ou nuance |
| ----------------------------- | --- | --------------------------------------------------------------------------------------------- | --- | ----------------------------- | --------------- |
|                               | Ministre délégué chargé de l'Europe                                                                     | Premier ministre Ministre de l'Europe et des Affaires étrangères                              |     | Benjamin Haddad               | RE              |
|                               | Ministre déléguée chargée des Relations avec le Parlement                                               | Premier ministre                                                                              |     | Nathalie Delattre             | PRV             |
|                               | Ministre déléguée, porte-parole du Gouvernement                                                         | Premier ministre                                                                              |     | Maud Bregeon                  | RE              |
|                               | Ministre déléguée chargée de la Coordination gouvernementale                                            | Premier ministre                                                                              |     | Marie-Claire Carrère-Gée      | LR              |
|                               | Ministre déléguée chargée de la Ruralité, du Commerce et de l'Artisanat                                 | Ministre du Partenariat avec les territoires et de la Décentralisation                        |     | Françoise Gatel               | UDI             |
|                               | Ministre délégué chargé des Transports                                                                  | Ministre du Partenariat avec les territoires et de la Décentralisation                        |     | François Durovray             | LR-NF           |
|                               | Ministre délégué chargé de la Mer et de la Pêche                                                        | Ministre du Partenariat avec les territoires et de la Décentralisation                        |     | Fabrice Loher                 | UDI             |
|                               | Ministre délégué chargé de la Sécurité du quotidien                                                     | Ministre de l'Intérieur                                                                       |     | Nicolas Daragon               | LR              |
|                               | Ministre délégué chargé de la Réussite scolaire et de l'Enseignement professionnel                      | Ministre de l'Éducation nationale                                                             |     | Alexandre Portier             | LR              |
|                               | Ministre déléguée chargée du Commerce extérieur et des Français de l'étranger                           | Ministre de l'Europe et des Affaires étrangères                                               |     | Sophie Primas                 | LR-NÉ           |
|                               | Ministre délégué                                                                                        | Ministre des Armées et des Anciens combattants                                                |     | Jean-Louis Thiériot           | LR              |
|                               | Ministre délégué chargé de l'Industrie                                                                  | Ministre de l'Économie, des Finances et de l'Industrie                                        |     | Marc Ferracci                 | RE              |
| Marie-Agnès Poussier-Winsback | Ministre déléguée chargée de l'Économie sociale et solidaire, de l'Intéressement et de la Participation | Ministre de l'Économie, des Finances et de l'Industrie                                        |     | Marie-Agnès Poussier-Winsback | HOR             |
|                               | Ministre déléguée chargée de l'Économie du tourisme                                                     | Ministre de l'Économie, des Finances et de l'Industrie                                        |     | Marina Ferrari                | MoDem           |
|                               | Ministre déléguée chargée de l'Énergie                                                                  | Ministre de la Transition écologique, de l'Énergie, du Climat et de la Prévention des risques |     | Olga Givernet                 | RE              |
|                               | Ministre déléguée chargée de la Famille et de la Petite enfance                                         | Ministre des Solidarités, de l'Autonomie et de l'Égalité entre les Femmes et les Hommes       |     | Agnès Canayer                 | DVD             |
|                               | Ministre déléguée chargée des Personnes en situation de handicap                                        | Ministre des Solidarités, de l'Autonomie et de l'Égalité entre les Femmes et les Hommes       |     | Charlotte Parmentier-Lecocq   | HOR             |

### Secrétaires d'État
| Portrait | Fonction                                                                             | Ministre de tutelle                                                                     | Nom | Nom                   | Parti ou nuance |
| -------- | ------------------------------------------------------------------------------------ | --------------------------------------------------------------------------------------- | --- | --------------------- | --------------- |
|          | Secrétaire d'État chargé de la Citoyenneté et de la Lutte contre les discriminations | Ministre de l'Intérieur                                                                 |     | Othman Nasrou         | LR-SL           |
|          | Secrétaire d'État chargé de la Francophonie et des Partenariats internationaux       | Ministre de l'Europe et des Affaires étrangères                                         |     | Thani Mohamed Soilihi | RE              |
|          | Secrétaire d'État chargée de la Consommation                                         | Ministre de l'Économie, des Finances et de l'Industrie                                  |     | Laurence Garnier      | LR              |
|          | Secrétaire d'État chargée de l'Égalité entre les femmes et les hommes                | Ministre des Solidarités, de l'Autonomie et de l'Égalité entre les femmes et les hommes |     | Salima Saa            | DVD             |
|          | Secrétaire d'État chargée de l'Intelligence artificielle et du Numérique             | Ministre de l'Enseignement supérieur et de la Recherche                                 |     | Clara Chappaz         | SE              |

## Représentativité

### Parité
Le gouvernement compte vingt femmes et vingt hommes, donc la parité numérique est respectée (en comptant le Premier ministre). Mais les ministères régaliens sont tous occupés par des hommes.

### Répartition partisane
L'équipe gouvernementale réunit un « socle commun » formé par l'ancienne majorité présidentielle (Ensemble pour la République) et Les Républicains, ainsi que des personnalités non affiliées :
| Parti                            | Parti                                | Premier ministre | Ministres | Ministres délégués | Secrétaires d'État | Total |
| -------------------------------- | ------------------------------------ | ---------------- | --------- | ------------------ | ------------------ | ----- |
| Répartition le 21 septembre 2024 | Répartition le 21 septembre 2024     | 1                | 20        | 14                 | 5                  | 40    |
|                                  | Les Républicains                     | 1                | 6         | 4                  | 2                  | 13    |
|                                  | Renaissance                          |                  | 8         | 4                  | 1                  | 13    |
|                                  | Mouvement démocrate                  | 2                | 1         |                    | 3                  |       |
|                                  | Union des démocrates et indépendants | 1                | 2         |                    | 3                  |       |
|                                  | Divers droite                        | 1                | 1         | 1                  | 3                  |       |
|                                  | Horizons                             | 1                | 1         |                    | 2                  |       |
|                                  | Divers gauche                        | 1                |           |                    | 1                  |       |
|                                  | Parti radical                        |                  | 1         |                    | 1                  |       |
|                                  | Sans étiquette                       |                  |           | 1                  | 1                  |       |
|                                  |                                      |                  |           |                    |                    |       |
| Répartition le 13 décembre 2024  | Répartition le 13 décembre 2024      | 1                | 20        | 16                 | 5                  | 42    |
|                                  | Les Républicains                     | 1                | 6         | 5                  | 2                  | 14    |
|                                  | Renaissance                          |                  | 8         | 4                  | 1                  | 13    |
|                                  | Mouvement démocrate                  | 2                | 1         |                    | 3                  |       |
|                                  | Union des démocrates et indépendants | 1                | 2         |                    | 3                  |       |
|                                  | Divers droite                        | 1                | 1         | 1                  | 3                  |       |
|                                  | Horizons                             | 1                | 2         |                    | 3                  |       |
|                                  | Divers gauche                        | 1                |           |                    | 1                  |       |
|                                  | Parti radical                        |                  | 1         |                    | 1                  |       |
|                                  | Sans étiquette                       |                  |           | 1                  | 1                  |       |

### Âge
Lors de sa nomination, Antoine Armand, âgé de 33 ans, est le plus jeune membre du gouvernement, tandis que Michel Barnier, 73 ans, est le doyen du nouveau gouvernement. La moyenne d'âge des membres du gouvernement est de 52 ans au moment de sa nomination.

## Détail des motions de censure
| Date du vote | Outil et contexte           | Majorité requise                                                                                | Groupe | Groupe  | Groupe | Groupe | Groupe | Groupe | Groupe | Groupe | Groupe | Groupe | Groupe | NI | Résultats | Résultats |
| Date du vote | Outil et contexte           | Majorité requise                                                                                | GDR    | LFI-NFP | EcoS   | SOC    | LIOT   | Dem    | EPR    | HOR    | DR     | UDR    | RN     | NI | Résultats | Résultats |
| --- | --------------------------- | ----------------------------------------------------------------------------------------------- | ------ | ------- | ------ | ------ | ------ | ------ | ------ | ------ | ------ | ------ | ------ | -- | --------- | --------- |
| Date du vote | Outil et contexte           | Majorité requise                                                                                |        |         |        |        |        |        |        |        |        |        |        | NI | Résultats | Résultats |
| 8 oct. 2024 | article 49 al. 2            | 289                                                                                             | 16     | 72      | 38     | 66     | 4      | 0      | 0      | 0      | 0      | 0      | 0      | 1  | 197       | Rejetée   |
| 4 déc. 2024 | article 49 al. 3 PLFSS 2025 | 288                                                                                             | 16     | 71      | 38     | 65     | 1      | 0      | 0      | 0      | 0      | 16     | 123    | 1  | 331       | Adoptée   |
| 4 déc. 2024 | article 49 al. 3 PLFSS 2025 | À la suite de l'adoption de la motion précédente, il n'y a pas eu lieu de statuer sur celle-ci. |        |         |        |        |        |        |        |        |        |        |        |    |           |           |
| Majorité absolue des membres de l'Assemblée nationale requise. Le ou les groupes signataires de la motion de censure sont identifiés en souligné. |                             |                                                                                                 |        |         |        |        |        |        |        |        |        |        |        |    |           |           |